# Kia Venga
La Kia Venga è una monovolume compatta prodotta dalla filiale europea della casa automobilistica coreana Kia Motors dal 2010 al 2019.

## La nascita
La Venga è stata concepita appositamente per il mercato europeo dove le piccole monovolume riscontrano un grande successo per via degli interni molto spaziosi e per la carrozzeria dagli ingombri esterni ridotti. Seguendo questa filosofia inaugurata dalla Opel Meriva e dalla Lancia Musa anche la Kia approvò questo progetto in modo da riuscire a rafforzare la propria immagine nel segmento delle auto compatte e ad incrementare i volumi produttivi dopo il flop europeo della Rio. La Venga viene progettata da Gregory Guillaume a Rüsselsheim presso il centro di ricerche e sviluppo che la Kia possiede in Europa, il design viene affidato a Peter Schreyer già autore per la casa coreana di auto quali la terza serie di Magentis e la Cadenza. Il nome in codice dell'autovettura è YN. 

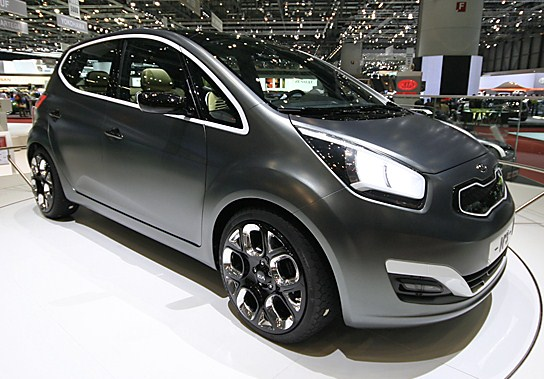
Il prototipo Kia N°3 presentato al Salone di Ginevra 2009

Una prima anticipazione riguardo allo stile della carrozzeria e alle forme dell'auto viene fornito nel marzo del 2009 con la concept car Kia Nº 3 che ha il compito di svelare anche alcune tecnologie che saranno applicate sulle Kia del futuro; la N°3 ovviamente si serviva di numerose soluzioni scenografiche come il parabrezza in cristallo che si estende per tutto il tetto andando a creare una superficie vetrata lineare interrotta solo da un montante obliquo che dona un tocco di originalità. I cerchi in lega bicolore da disegno a farfalla sono da 19" con parafanghi allagati, carrozzeria verniciata in grigio opaco e fascione frontale satinato. La N°3 svela anche la meccanica dell'auto e il motore disponibile al lancio, ovvero il quattro cilindri 1.6 Gamma 16 valvole da 126 cavalli con cambio automatico sequenziale a quattro rapporti. Curiosamente il nome N°3 è stato adottato in modo provvisorio per il prototipo per indicare la classificazione della futura MPV all'interno della gamma la quale, dopo le Picanto e la Rio, è la terza autovettura compatta disponibile per l'Europa.
Il modello definitivo viene svelato al Salone dell'automobile di Francoforte edizione 2009 ed entrerà in produzione entro la fine dello stesso anno. Sul mercato italiano l'auto sarà importata solo a partire dal 2010 con una gamma composta da motorizzazioni benzina, turbodiesel e a gas GPL. Il nome Venga è stato adottato per l'autovettura per sottolineare l'abitabilità e quindi la spaziosità interna che è una delle principali caratteristiche utilizzate per andare incontro alla clientela, quindi il nome Venga invita i passeggeri ad accomodarsi a bordo della monovolume. L'auto viene prodotta esclusivamente per il mercato europeo presso lo stabilimento di Nošovice in Repubblica Ceca nell'impianto appartenente al gruppo Hyundai-Kia Automotive dove già viene prodotto il modello Hyundai i30. Curiosamente la Venga è la seconda autovettura (insieme alla Cee'd) prodotta dalla Kia Motors a non essere commercializzata nel mercato coreano.
Il successo presso la stampa europea è stato immediato, infatti la Venga poco dopo il debutto vinse l'iF product design award 2010, un concorso di design istituito nel 1953 che ogni anno premia il miglior prodotto sotto il punto di vista stilistico in varie categorie. Altro riconoscimento in campo stilistico è il premio red dot design che le viene assegnato in Germania sempre nel 2010.

## Il design
La Venga è lunga 4,07 metri e parte dello stile è stato ripreso integralmente dal prototipo N°3, sul modello definitivo sono spariti solo i vistosi cerchi in lega e il parabrezza esteso per tutto il tetto, la calandra che viene utilizzata possiede una forma più tradizionale riprendendo lo stile a “naso di tigre” (ovvero il Tiger Nose) simile a quello delle berline Cee'd e Forte. Le forme delle carrozzeria si fanno notare per l'andamento tutto curve, il massiccio frontale presenta un tocco di originalità grazie alla fanaleria esagonale e alla presa d'aria nella parte bassa dei paraurti che si estende fino agli estremi dei fendinebbia; la fiancata è il punto in cui si nota un lieve taglio sportivo grazie ai passaruota in rilievo, allo stile della vetratura che risale lungo la linea di cintura e alla nervatura triangolare presente lungo la parte bassa delle portiere che dona slancio a tutta la carrozzeria. Gli indicatori laterali di direzione sono integrati nei gusci degli specchi retrovisori. Il passo di oltre 2,60 metri ha permesso di progettare un abitacolo spazioso. Infine la coda è composta dai fascioni paraurti che culminano nei gruppi ottici disegnati in modo da donare un effetto avvolgente rispetto al cofano del baule posteriore. Uno spoiler sopra il lunotto dona slancio alla coda e ne migliora l'aerodinamica, la casa dichiara per la Venga un coefficiente di resistenza aerodinamica contenuto nel valore di 0,31, molto basso per una monovolume. 

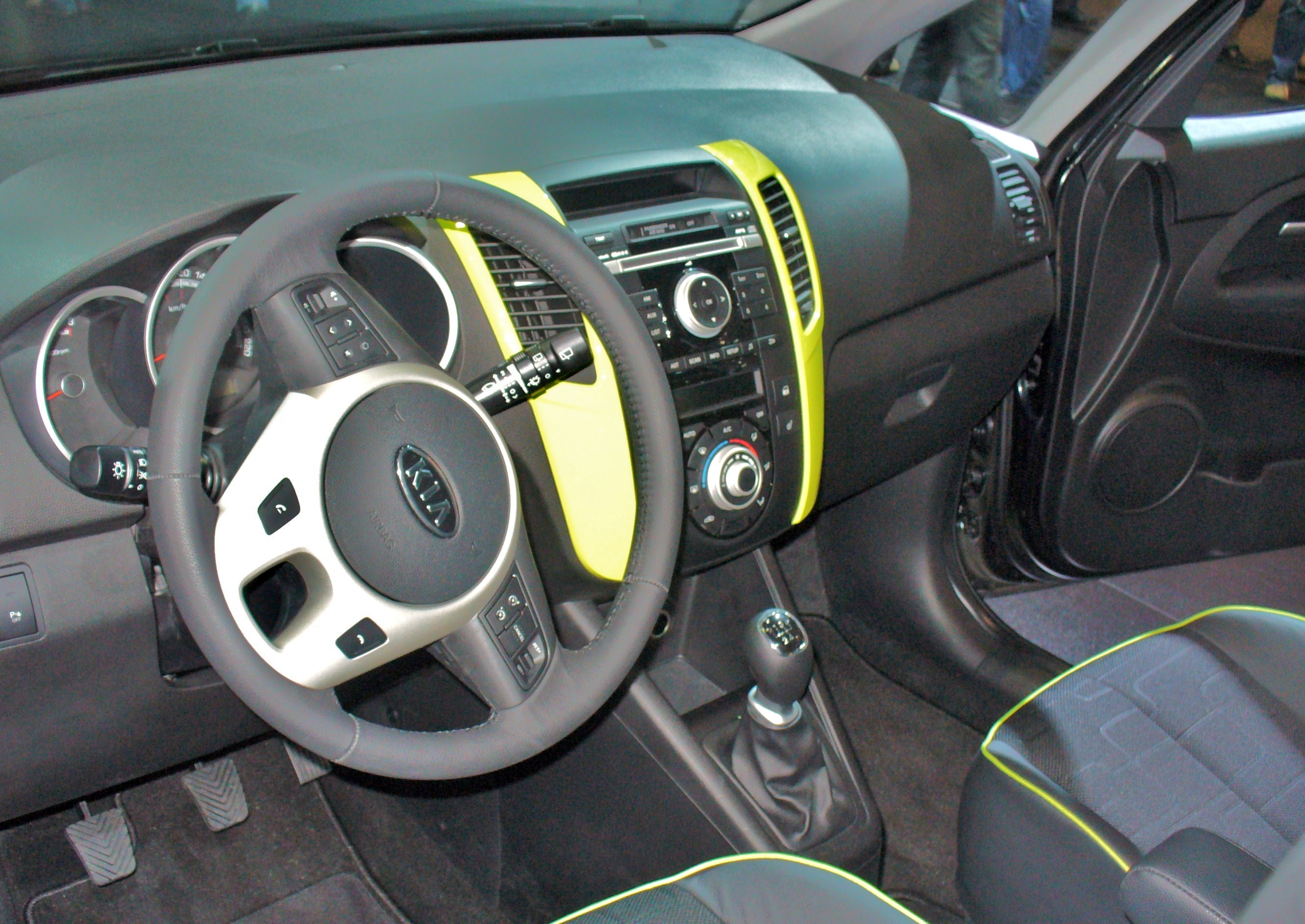
Gli interni della Kia Venga

Internamente la plancia segue uno stile sobrio e moderno, le plastiche sono di buona qualità e vengono montate con precisione, il quadro strumenti possiede una impostazione sportiva grazie ai tre quadranti tubolari di colorazione che imitano l'alluminio. Nella parte centrale sono stati raggruppati tutti i comandi, le bocchette d'aerazione del climatizzatore sono in posizione verticale, collegate dallo schermo del computer di bordo nella parte alta della console; più in basso sono presenti i comandi dell'autoradio e il comando circolare dell'impianto di climatizzazione manuale. Le versioni più accessoriate possono essere equipaggiate anche con il climatizzatore a controllo automatico e con rifiniture interne in alluminio oppure in plastica colorata. Il comando del cambio è in posizione rialzata, dietro di esso è presente un vano che ospita le prese per le connessioni USB ed Aux per lettori MP3 ed iPod.
I rivestimenti sono in tessuto oppure in pelle e questi ultimi sono disponibili anche con cuciture della selleria nella stessa colorazione delle rifiniture della plancia. L'avviamento per le versioni più costose è a pulsante e sono disponibili anche la telecamera posteriore con schermo visualizzato nello specchio retrovisore interno e il grande tetto panoramico in cristallo apribile elettricamente che si estende dal parabrezza fino ai passeggeri posteriori. Il volante è a tre razze con elementi in alluminio e comandi sdoppiati dell'impianto audio. I sedili posteriori in due parti asimmetriche sono scorrevoli e abbattibili. Il bagagliaio possiede un volume minimo pari a 422 litri ampliato fino a 570 litri con i sedili posteriori avanzati e con il livello di carico che sale fino a 1.490 litri con schienali reclinati. Il divano posteriore ha anche gli schienali reclinabili per un maggior comfort.

## La dinamica
La Venga viene realizzata sullo stesso telaio di base della Kia Soul comune anche ai modelli Hyundai i20 e Accent quarta serie. Si tratta di un pianale realizzato in gran parte con acciai alto resistenziali a deformazione programmata ed è molto flessibile, progettato dal gruppo coreano per adattarsi proprio a svariate tipologie di autovetture compatte: è in grado di adattarsi perfettamente sia alla carrozzeria di una berlina che a quella di una monovolume o di un crossover. La trazione è anteriore con motore in posizione trasversale, le sospensioni anteriori sono a geometria MacPherson con ruote indipendenti e barra stabilizzatrice mentre il retrotreno adotta la soluzione a ruote interconnesse da un ponte torcente e barra stabilizzatrice. Gli ammortizzatori sono a gas e l'impianto frenante sfrutta dei dischi auto ventilati all'avantreno e dei dischi pieni al retrotreno. Il telaio sfrutta dei longheroni stampati a caldo che vanno a costituire una struttura di base molto più solida in caso di impatto.
Tra i principali dispositivi di sicurezza presenti di serie figurano il sistema anti bloccaggio delle ruote motrici (ABS), il ripartitore di frenata (EBD), controllo elettronico della stabilità (ESP) e della trazione (TCS), dispositivo di frenata assistita (BAS), airbag lato guida e lato passeggero disattivabile e i poggiatesta attivi. Di serie le versioni più costose dispongono anche degli airbag laterali e per la testa, fendinebbia e cruise control. Nel 2010 la Venga viene sottoposta ai crash test dall'ente Euro NCAP totalizzando il punteggio complessivo di quattro stelle su un massimo di cinque: la monovolume coreana dimostra una maggiore attenzione per la sicurezza soprattutto nella protezione degli adulti e viene premiata per la presenza di serie di numerosi dispositivi tecnologici. Nel fine del 2010 la Venga è stata sottoposta nuovamente al crash test dall'EuroNCAP totalizzando il punteggio di cinque stelle perché la casa è intervenuta modificando il frontale: sono state introdotte nuove barre di protezione in grado di assorbire meglio gli urti e di causare meno danni agli occupanti.

## Il prototipo Kia Venga EV
In contemporanea al debutto della versione definitiva la Kia presenta sempre a Ginevra anche il prototipo Kia Venga EV (Electric Vehicle) ovvero una versione equipaggiata con una motorizzazione elettrica frutto di un progetto di produzione di autoveicoli ad emissioni zero portato avanti dal gruppo Hyundai-Kia. La Venga EV è la seconda auto sviluppata (dopo la Hyundai i10 d.C.) non destinata almeno nel breve termine alla produzione poiché le soluzioni adottate risulterebbero troppo costose per l'ipotetica clientela.
Immutata la carrozzeria, il motore elettrico è in grado di erogare 80 KW per 280 N·m di coppia massima, le batterie ai polimeri di litio garantiscono una autonomia di 180 km e sono prodotte dalla LG Chem tramite un accordo tra il gruppo LG e la Hyundai-Kia. Le prestazioni dichiarate sono lo scatto da 0 a 100 km/h in 11,8 secondi per 140 km/h di velocità massima. I tempi di ricarica sono di 8 ore per una carica completa ma con la carica rapida si riduce il tempo a soli 20 minuti per avere l'80% di carica negli accumulatori.
Esteticamente la carrozzeria della Venga EV è verniciata di bianco con calandra chiusa in modo da migliorare l'aerodinamica del veicolo, gli interni presentano rifiniture della selleria di colore bianco e alcuni elementi della plancia in plastica verde per sottolineare l'anima ecologica dell'autovettura.

## Versioni e allestimenti
La Venga viene venduta in Italia in quattro livelli di allestimenti: la versione base LX Easy, le intermedie LX ISG ed EX ISG e infine quella di punta denominata TX.
La base LX Easy è stata introdotta nel giugno del 2010 ed è caratterizzata da una dotazione impoverita rispetto agli altri allestimenti infatti sono disponibili (oltre ai vari controlli e dispositivi di sicurezza) due airbag frontali, poggiatesta attivi, sedile posteriore scorrevole, immobilizer, servosterzo, vetri elettrici anteriori, autoradio e climatizzatore.
La LX ISG aggiunse alla dotazione il pacchetto EcoDynamics con ISG Stop & Start, airbag laterali e a tendina per la testa mentre la EX ISG dispone di cerchi in lega da 16”, fendinebbia, vetri elettrici posteriori, bracciolo tra i sedili anteriori, volante e pomello del cambio in pelle, pacchetto Bluetooth, comandi dello stereo al volante, vetri posteriori oscurati e retrovisori in tinta carrozzeria.
Infine la più lussuosa TX che si priva del sistema EcoDynamics per il mercato italiano ma dispone in più rispetto alla EX dei cerchi in lega da 17”, climatizzatore automatico, avviamento a pulsante, sedili parzialmente in pelle, telecamera posteriore e cromature esterne per le maniglie delle portiere. I motori turbodiesel non possono disporre del pacchetto ISG con Stop & Start.
Dal 2012 la versione 1.4 EX diventa 'EX Easy' perdendo il sistema ISG, ma guadagnando migliori materiali per gli interni (ad esempio la plancia in plastica più morbida) e il bracciolo anche sul sedile del passeggero.
Va ricordata anche la versione in serie limitata 'Crossover', disponibile bianca nella versione1.4 ECO-GPL (bifuel di 1400 cc), sviluppato in collaborazione con BRC, che eroga 90 CV, oppure nera con il motore 1.4 a gasolio che eroga 90 CV. Entrambe hanno protezioni esterne in colore contrastante, ma l'assetto non varia.

## Motorizzazioni

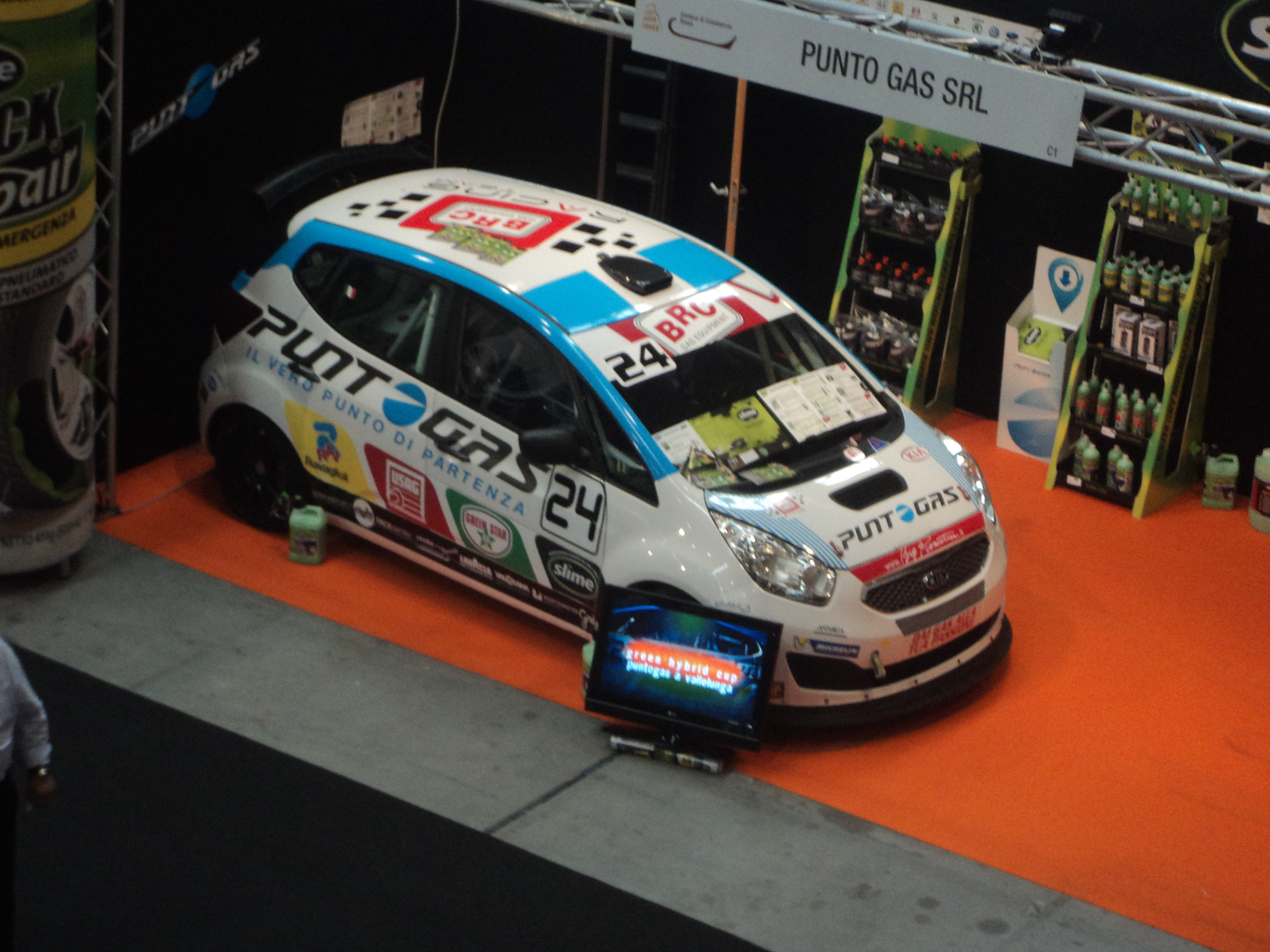
Prototipo esposto al Supercar - Roma Auto Show 2011

La gamma motori si compone di quattro propulsori di cui due turbodiesel e due benzina disponibili anche con impianto a gas con differenti gradi di potenza. Il motore benzina d'accesso è il 1.4 sedici valvole con quattro cilindri appartenente alla famiglia motoristica Gamma dotato di iniezione elettronica e fasatura variabile delle valvole (CVVT) capace di 90 cavalli di potenza massima e 137 N·m di coppia motrice disponibili a 4.000 giri al minuto. Omologato secondo gli standard Euro 5 garantisce dei basti costi di gestione grazie al sistema ISG (Intelligence Stop & Start) di serie per il mercato italiano per tutte le versioni (eccetto la base LX Easy). Il sistema ISG fa parte del pacchetto EcoDynamics che comprende anche gli pneumatici a basso impatto di rotolamento e una speciale batteria che si ricarica con l'energia recuperata in frenata. Il 1.4 Gamma è abbinato ad un cambio manuale a cinque rapporti.
Il secondo motore a benzina disponibile è il 1.6 16V Gamma sempre a quattro cilindri con fasatura variabile capace di 125 cavalli omologato Euro 5. Questa unità rappresenta il propulsore più potente per la gamma Venga e dispone di una coppia massima di 156 N·m a 4.200 giri al minuto. Il sistema ISG non è disponibile per il mercato italiano. Seppur i costi di gestioni si rivelano leggermente superiori rispetto al 1.4 le prestazioni assicurano una dinamica sportiva poiché sono 35 i cavalli in più a disposizione rispetto all'1.4. Il 1.6 è disponibile sia con trasmissione manuale a cinque rapporti che con automatico sequenziale a quattro rapporti.
I diesel fanno parte della famiglia U-Line: il più piccolo è il 1.4 CRDI common rail con turbina a geometria fissa con valvola Wastegate (WGT) capace di 77 e 90 cavalli con coppia massima di 220 N·m a 1.800 giri al minuto. Omologati Euro 5 dispongono del filtro attivo antiparticolato (DPF) di serie e garantiscono bassi consumi e basse emissioni di anidride carbonica a patto di andare incontro a prestazioni solo discrete. Il più potente 1.4 CRDI da 90 cavalli è disponibile anche con sistema di Stop & Start ISG ma non viene importato in Italia. Entrambi sono equipaggiati con cambio manuale a sei rapporti.
Il più potente motore diesel è il 1.6 CRDI che grazie alla turbina a geometria variabile (VGT) eroga 116 o 128 cavalli (l'ultima versione denominata U2). La coppia massima è pari a 260 N·m disponibili da 2.000 giri al minuto e il filtro DPF è di serie. In Italia il 1.6 CRDI viene venduto solo nella versione meno potente priva di sistema ISG. Il cambio è un manuale a sei rapporti.
| Modello                  | Disponibilità | Motore                       | Cilindrata | Potenza        | Coppia massima          | Emissioni CO2 (g/km) | 0–100 km/h (secondi) | Velocità max (km/h) | Consumo medio (km/l) |
| 1.4 16V Gamma            | dal debutto   | 4 cilindri in linea, Benzina | 1.396 cm³  | 66 kW (90 CV)  | 137 N·m @4.000 giri/min | 147                  | 12,9                 | 168                 | 16,9                 |
| 1.4 16V Gamma ISG        | dal debutto   | 4 cilindri in linea, Benzina | 1.396 cm³  | 66 kW (90 CV)  | 137 N·m @4.000 giri/min | 136                  | 12,9                 | 168                 | 16,9                 |
| 1.6 16V Gamma            | dal debutto   | 4 cilindri in linea, Benzina | 1.591 cm³  | 92 kW (125 CV) | 156 N·m @4.200 giri/min | 155                  | 10,9                 | 182                 | 14,9                 |
| 1.6 16V Gamma ISG        | non importato | 4 cilindri in linea, Benzina | 1.591 cm³  | 92 kW (125 CV) | 156 N·m @4.200 giri/min | 144                  | 10,9                 | 182                 | 14,9                 |
| 1.6 16V Gamma Automatica | dal debutto   | 4 cilindri in linea, Benzina | 1.591 cm³  | 92 kW (125 CV) | 156 N·m @4.200 giri/min | 164                  | 12,2                 | 178                 | 14,3                 |
| 1.4 CRDI 16V WGT 77      | dal debutto   | 4 cilindri in linea, Diesel  | 1.396 cm³  | 57 kW (77 CV)  | 220 N·m @1.800 giri/min | 124                  | 16,1                 | 160                 | 21,3                 |
| 1.4 CRDI 16V WGT 90      | dal debutto   | 4 cilindri in linea, Diesel  | 1.396 cm³  | 66 kW (90 CV)  | 220 N·m @1.800 giri/min | 124                  | 14,5                 | 167                 | 21,3                 |
| 1.4 CRDI 16V WGT 90 ISG  | non importato | 4 cilindri in linea, Diesel  | 1.396 cm³  | 66 kW (90 CV)  | 220 N·m @1.800 giri/min | 117                  | 14,5                 | 167                 | 22,2                 |
| 1.6 CRDI 16V VGT 116     | dal debutto   | 4 cilindri in linea, Diesel  | 1.582 cm³  | 85 kW (116 CV) | 260 N·m @2.000 giri/min | 129                  | 11,5                 | 182                 | 20,4                 |
| 1.6 CRDI 16V VGT 128     | non importato | 4 cilindri in linea, Diesel  | 1.582 cm³  | 94 kW (128 CV) | 260 N·m @2.000 giri/min | 129                  | 11,1                 | 182                 | 20,4                 |
| 1.6 CRDI 16V VGT 128 ISG | non importato | 4 cilindri in linea, Diesel  | 1.582 cm³  | 94 kW (128 CV) | 260 N·m @2.000 giri/min | 119                  | 11,1                 | 182                 | 22,2                 |